# Maggie Ewen
Magdalyn Ewen, detta Maggie (St. Francis, 23 settembre 1994), è una pesista, discobola e martellista statunitense.

## Palmarès
| Anno | Manifestazione   | Sede     | Evento              | Risultato | Prestazione | Note |
| ---- | ---------------- | -------- | ------------------- | --------- | ----------- | ---- |
| 2017 | Mondiali         | Londra   | Lancio del martello | 21ª (q)   | 66,24 m     |      |
| 2018 | Campionati NACAC | Toronto  | Getto del peso      | Oro       | 18,22 m     |      |
| 2018 | Campionati NACAC | Toronto  | Lancio del disco    | Bronzo    | 59,00 m     |      |
| 2019 | Mondiali         | Doha     | Getto del peso      | 4ª        | 18,93 m     |      |
| 2022 | Mondiali indoor  | Belgrado | Getto del peso      | 5ª        | 19,15 m     |      |
| 2022 | Mondiali         | Eugene   | Getto del peso      | 9ª        | 18,64 m     |      |
| 2023 | Mondiali         | Budapest | Getto del peso      | 6ª        | 19,51 m     |      |
| 2024 | Mondiali indoor  | Glasgow  | Getto del peso      | 7ª        | 18,96 m     |      |
| 2025 | Mondiali indoor  | Nanchino | Getto del peso      | 7ª        | 18,63 m     |      |

## Altre competizioni internazionali
2019
- Oro al The Match Europe v USA ( Minsk), getto del peso - 19,47 m

2021
- Vincitrice della Diamond League nella specialità del getto del peso